# Dropping knowledge
Dropping knowledge (u slobodnom prijevodu osvješćivanje znanjem) je globalna inicijativa koja smatra da se širenjem znanja o određenom socijalnom problemu, na globalnoj, nacionalnoj te društvenoj razini apatija može pretvoriti u socijalnu akciju. 
Koristeći napredne web tehnologije, sama inicijativa sa sjedištem u Berlinu, povezuje, umrežuje glasove i ciljeve pojedinaca i organizacija. Preko svojih kampanja i događaja, dropping knowledge funkcionira kao društveni katalizator i pojačalo, nudi necenzuriran pristup znanju i poziva pojedince i grupe na odgovornu akciju unutar internacionalne mreže (Internet). Web platforma omogućuje globalnoj publici postavljanje i odgovaranje na pitanja koja se tiču određene problematike koja je isto tako definirana od pojedinaca ili zajednice (grupe) kao relevantni socijalni, ekološki itd. problem. Događaji kao "Stol slobodnih glasova", kampanje poput "Zapitaj se" i ostali projekti u suradnji s različitim partnerima premošćuju barijere između "online" i "offline" svijeta. Dropping knowledge je registrirana, potpuno transparentna, neprofitna organizacija (inicijativa) organizirana prema zakonima Republike Njemačke, njezini konstitucionalni ciljevi su promocija internacionalnog razumijevanja, kulture i umjetnosti. 

## Glavni operativni principi
Uključivanje – dropping knowledge je otvoreni, javni resurs koji je pristupačan svima, neovisno o rasi, etnicitetu, vjeri, nacionalnosti, dobi i spolu.
Održivost – dropping knowledge će širiti svoj raspon i pristup svoje web platforme i ostalih aktivnosti, težiti poticanju socijalne promjene potičući nove inicijative i partnerstva među pojedincima i grupama.
Copyleft – dropping knowledge se bazira na Copyleft načinu distribucije – sav sadržaj doniran organizaciji je slobodan i dostupan svima.
Javno vlasništvo – resursi dropping knowledgea ne mogu biti posjedovani od strane bilo kakve organizacije, korporacije ili pojedinca; ono pripada „ljudima svijeta“.
Transparentnost – organizacija i resursi dropping knowledgea su podložni potpunoj transparentnosti, informirajući svoju zajednicu o potrošnji doniranih resursa.

## Principi komunikacije
Jedna od zadaća inicijative "dropping knowledge" jest stvaranje globalno pristupačnog izvora educiranja - baze znanja, mišljenja i ideja, u svrhu informiranja, sakupljanja, očuvanja i osvrta na mnoga mišljenja različitih aktera o ključnim problemima sadašnjosti. Cilj je prenijeti ta znanja u društvo, poticati kritičko mišljenje i istovremeno stvoriti dijalog između kultura, ljudi i njihovih zajednica.
- Podijeli viziju – dropping knowledge jest resurs baziran na dijalogu i komunikaciji aktera (individua i grupacija).

- Posredovanje – dropping knowledge služi i kao posrednik između mišljenja, te kao glas onih koji nisu dovoljno zastupljeni u zajednici.

- Reflektiranje – kroz globalno prikupljanje pitanja, mišljenja i ideja, interdisciplinarni sadržaj dropping knowledgea služi kao refleksija javnog mnijenja i ljudskog znanja.

- Aktiviranje – dropping knowledge potiče internacionalne aktere na pronalazak novih rješenja, potiče otvorene rasprave, javne debate te umrežavanje samih aktera.

- Implementiranje – dropping knowledge potiče implementaciju rješenja preko internacionalnih organizacijskih te institucionalnih partnera.

## Kampanje
„Dropping Knowledge Summercamp“ (Ljetni kamp Dropping Knowledgea)
Fokusira se na ključna pitanja o skupu G8, multimedijski pokrivajući događaj, te iznoseći činjenice promatrane iz nekoliko kreativnih i artističkih kutova. Raznolika ekipa sastavljena od stotinu internacionalnih profesionalnih i amaterskih filmaša, fotografa, bloggera, dizajnera i programera snima te interpretira događaje oko samog summita. 
„The table of free voices“ (Stol slobodnih glasova)
9.9.2006. dropping knowledge okupio je 112 vizionara (uključujući filmaša Wima Wendersa, osnivača Instituta u Oaklandu Anuradhe Mittala, glazbenicu Gioru Feidman te aktivista za ljudska prava Harryja Wua) iz 60 zemalja kako bi se bavili sa 100 pitanja postavljenih od strane globalne javnosti. Digitalne kamere snimale su odgovore svakog od vizionara.
„Ask Yourself“ (Zapitaj se)
Od rujna 2005. kampanja „ask yourself“ potiče ljude na postavljanje pitanja o za njih najvažnijim temama. Od početka kampanje pristiglo je približno 50 000 pitanja poslanih na različite načine. Dropping knowledge inicijativa također je producirala nekoliko filmova i reklama u kojima se pojavljuju pitanja poznatih, manje poznatih i nepoznatih pojedinaca i organizacija diljem svijeta. U budućnosti, inicijativa planira još učinkovitije vizualne kampanje.